# Visqueen
Visqueen es el sexto álbum de estudio de Unsane, lanzado en 2007 por Ipecac Recordings la discográfica de Mike Patton.

## Recepción
John Bush de Allmusic dijo que "debió ponerse en cuestión si la banda estaba refinada para el gusto de sus fanes", añadiendo que si bien "el material no es tan poderoso como Blood Run, [...] el trío estira su sonido a terrenos no explorados". Marc Masters de Pitchfork Media dijo que "el trío tiene un sonido patentado [...] el cual permanece intacto, aunque de forma más pulida. El problema es que no tiene ninguna sorpresa después de 18 años de la primera aparición discográfica de la banda".

## Canciones
1. "Against the Grain" – 4:40
2. "Last Man Standing" – 3:34
3. "This Stops at the River" – 2:48
4. "Only Pain" – 3:33
5. "No One" – 2:45
6. "Windshield" – 3:58
7. "Shooting Clay" – 3:07
8. "Line on the Wall" – 3:45
9. "Disdain" – 2:37
10. "Eat Crow" – 2:33
11. "East Broadway" – 8:43
12. "U.S.N.C." – 5:40 (Bonus track en la edición Japonesa)[3]

## Créditos
- Chris Spencer – guitarra, voz, fotografía
- Dave Curran – bajo, voz
- Vincent Signorelli – batería
- Andrew Schneider – ingeniero
- Nick Zampiello – mastering
- James Rexroad – fotografía
- Andrew Schneider, Unsane – producción